# La proprietà non è più un furto
(Total, protagonista del film)
La proprietà non è più un furto è un film del 1973 diretto da Elio Petri.
L'opera, che ha per protagonisti Flavio Bucci e Ugo Tognazzi, da alcuni critici viene considerata la conclusione della cosiddetta trilogia della nevrosi: un trittico cinematografico composto da Indagine su un cittadino al di sopra di ogni sospetto (nevrosi del potere) e La classe operaia va in paradiso (nevrosi del lavoro), che si completa con un'analisi della nevrosi del denaro e la distruzione dell'essere per l'avere. Per altri la trilogia sarebbe in realtà una tetralogia sulle schizofrenie, comprendendo nel computo anche Todo modo del 1976 che riguarderebbe la deviazione mentale degli uomini della Democrazia Cristiana.
La pellicola è stata restaurata nel 2013 e ha vinto il premio per il Miglior film restaurato nella sezione "Venezia Classici" alla 70ª Mostra internazionale d'arte cinematografica di Venezia. Il restauro è stato effettuato dal laboratorio L'Immagine Ritrovata e promosso dalla Cineteca di Bologna, dal Museo Nazionale del Cinema di Torino e da Titanus.

## Trama
Total è un giovane impiegato di banca allergico al denaro, figlio di un ex bancario integerrimo. Convertito al marxismo-mandrakismo, diventa ladro per ideologia, perseguitando ciò che per lui è il simbolo del capitalismo: un laido macellaio romano cliente della sua banca, che possiede una bella amante e tanto denaro. Lo scopo di Total è quello di derubarlo, poco a poco, di tutto, persino della sua donna, che cerca di concupire, del coltello con cui affetta la carne, dei gioielli e del denaro. Si fa aiutare da un romantico scassinatore e attore di nome Albertone, che gli insegna il mestiere e resta incastrato nel meccanismo e alla fine muore di crepacuore in questura. Il macellaio alla fine ha, comunque, la meglio e strangola il suo persecutore in ascensore.

## Distribuzione
Inserito in concorso al Festival di Berlino e presentato alle Giornate del cinema di Venezia del 1973, il film non ottenne riconoscimenti. Seppur sequestrato in Italia per oscenità e offesa al pudore, fece infine registrare un buon successo di pubblico, grazie alla trovata del distributore Goffredo Lombardo che lo distribuì come film del genere commedia all'italiana, vista anche la presenza di Tognazzi nel cast.
Prima proiezione il 3 ottobre 1973.

## Accoglienza

### Critica
All'epoca dell'uscita fu accolto molto negativamente dalla critica di sinistra e considerato il meno riuscito della trilogia del regista.
Il Morandini dà alla pellicola due stelle e mezzo su cinque: «Il giovane bancario Total (Bucci), marxista-mandrakista e allergico al denaro, si licenzia e decide di colpire un ricco macellaio (Tognazzi), prototipo del ladrocinio organizzato, in quel che ha di più caro: la proprietà. Dopo avergli inutilmente spiegato che i ladri veri e i ladri del commercio sono i due pilastri su cui poggia l'umano consorzio e che abolirli vorrebbe dire l'anarchia, il macellaio lo strangola. Storia di una persecuzione e apologo grottesco in chiave espressionista-brechtiana "sulla nascita della disperazione in seno alla sinistra" (E. Petri), il film segna il passaggio del regista, autore della sceneggiatura con Ugo Pirro, a quella fase catastrofica, apocalittica e quaresimale che sarà accentuata in Todo modo (1976). "Sfocia in un nullismo che sfiora l'onda scettica di uno Swift senza concederci il bene di una breve sponda non bagnata, non inquinata da un senso di impotenza e di vuoto" (P. Bianchi). Troppo cupo, piuttosto isterico nella constatazione di un fallimento, privo di ironia e di gioia nel gusto della trasgressione. Notevoli la fotografia livida e deformante di Luigi Kuveiller e il concertato dagli interpreti».
Nel 76° volume di Segnalazioni cinematografiche del 1974 viene scritto: «Il film regge sull'assunto che nella nostra società, inguaribilmente egoista, non si vive per 'essere' ma per 'avere' e che nella corsa alla proprietà vince chi è più forte: chi, cioè, sa meglio rubare. La conclusione è che questo tipo di società va cambiato. Svolta attraverso i modi del 'grottesco', la vicenda ha sequenze stimolanti e tecnicamente pregevoli, ma nell'insieme, stenta - per sovrabbondanza di argomenti - a trovare un punto focale, capace di dare unità all'affollarsi di situazioni e motivi spesso soltanto sussidiari o superflui».

### Incassi
Godette di un relativo successo di pubblico con un miliardo e 373 milioni d'incasso, collocandosi al 24º posto della classifica dei film del 1973.